# Miguel Ángel Hernando Ramírez
Miguel Ángel Hernando Ramírez fue un militar, profesor militar y combatiente de la guerra de abril del 1965. Está considerado un patriota que defendió la integridad de la República Dominicana ante la invasión de militares de los Estados Unidos en 1965.

## Biografía
Nació en Jarabacoa el 10 de abril de 1929, y sus padres fueron Ramón María Hernando Matos y de Roselia Ramírez de Hernando. Realizó sus estudios secundarios en la Escuela Normal de Santo Domingo, posteriormente en el Colegio Juan Pablo Duarte de La Vega, logrando graduarse de bachiller en Filosofía y Letras.
Se inició como Cadete Naval en marzo del 1950 y más adelante ingresó en la Fuerza Aérea Dominicana; posteriormente entró a formar parte de la Academia Militar Batalla de Las Carreras y ya en 1961 fue trasladado al Ejército Nacional. Se graduó en la Escuela de Infantería de Venezuela y también en la Escuela de Contra-Insurgencia de Fort Gulick, la cual es una Escuela de los Estados Unidos de América, ubicada en Panamá.
Asimismo, hizo un curso de orientación contra insurgencia en Fort Gulick, Escuela de Las Américas de los Estados Unidos ubicada en la Zona del Canal, (Panamá), además de otros cursos.
En el año 1979, el entonces presidente don Antonio Guzmán Fernández, lo nombró encargado de la distribución de los equipos del CEA, que estaban a disposición del pueblo durante la tormenta Federico y el ciclón David.
Fue subdirector y director del Centro de Enseñanza de las Fuerzas Armadas, profesor del Ejército Nacional y de la Fuerza Aérea Dominicana, y auxiliar del Jefe de Estado Mayor de la Aviación Militar Dominicana. También ejerció de juez instructor del Consejo de Guerra de 2.º grado de la Aviación Militar Dominicana, y fue agregado militar de las embajadas dominicanas en España, Colombia, Brasil y Ecuador; poco después fue ascendido a General. Además, tuvo un papel importante en la Revolución de abril del 1965 en la República Dominicana, ya que fue uno de los militares que más defendió el gobierno constitucionalista. Falleció el 30 de julio de 2012.

### Reconocimientos y condecoraciones
| País      | Institución                           | Reconocimiento                                   |
| --------- | ------------------------------------- | ------------------------------------------------ |
| Rep. Dom. | Consejo de Estado                     | Gran Cordón Policial Juan Pablo Duarte           |
| Ecuador   | Ejército de Ecuador                   | Orden del Mérito Militar Abdon Calderón          |
| Colombia  | Ejército de Colombia                  | Orden del Mérito Militar José María Córdova      |
| Rep. Dom. | Cámara de Diputados                   | Reconocimiento por sus aportes en abril del 1965 |
| Rep. Dom. | Universidad Autónoma de Santo Domingo | Reconocimiento por sus aportes en abril del 1965 |
| Rep. Dom. | Academia Dominicana de la Historia    | Reconocimiento por sus aportes en abril del 1965 |